# پونتا گروسا
پونتا گروسا (به پرتغالی: Ponta Grossa) یک شهر در برزیل است که در ایالت پارنا واقع شده‌است.

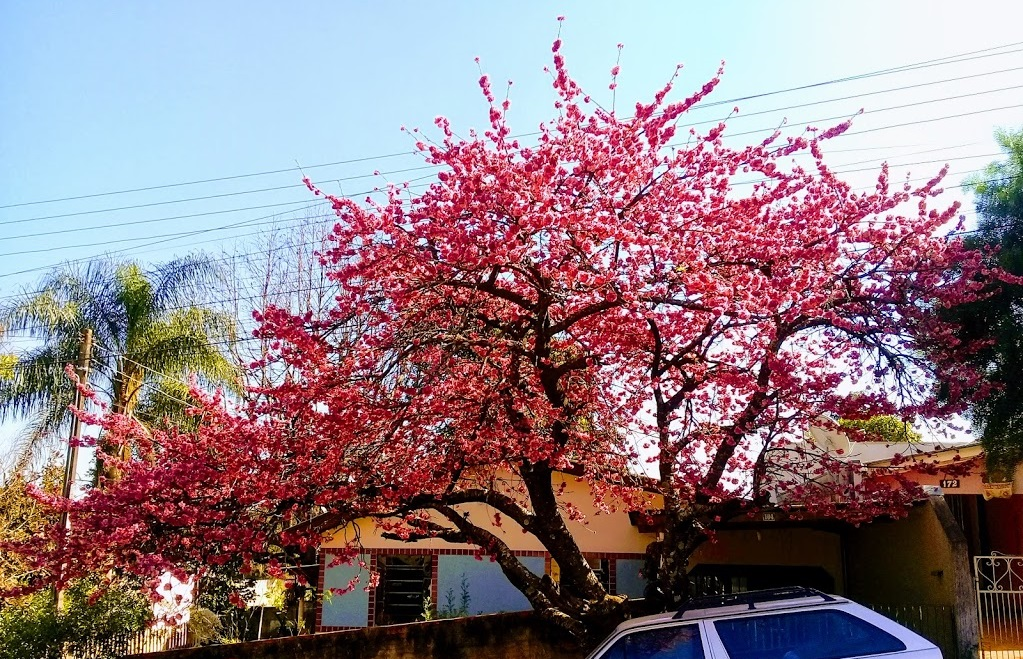
قد تتطور أشجار الکرز فی المناخات شبه الاستوائیة، کما هو موضح فی مثال بونتا جروسا

## خصوصیات
پونتا گروسا ۲٬۰۶۷٫۶ کیلومترمربع مساحت و ۳۳۱٬۰۸۴ نفر جمعیت دارد و ۹۷۵ متر بالاتر از سطح دریا واقع شده‌است.

## خواهرخوانده
شهر آرکیپا خواهرخواندهٔ پونتا گروسا هست.